# 21. BAFTA-gála
A 21. BAFTA-gálát 1968-ban tartották, melynek keretében a Brit film- és televíziós akadémia az 1967. év legjobb filmjeit és alkotóit díjazta.

## Díjazottak és jelöltek
(a díjazottak félkövérrel vannak jelölve)

### Legjobb film
Egy ember az örökkévalóságnak
- Bonnie és Clyde
- Forró éjszakában
- Egy férfi és egy nő

### Legjobb brit film
Egy ember az örökkévalóságnak
- Baleset
- Nagyítás
- Ébresztő a halottnak

### Legjobb elsőfilmes
Faye Dunaway – Bonnie és Clyde/Vihar délen
- Peter Kastner – Te már nagy kisfiú vagy
- Milo O’Shea – Ulysses
- Michael J. Pollard – Bonnie és Clyde

### Legjobb brit főszereplő
Paul Scofield – Egy ember az örökkévalóságnak
- Dirk Bogarde – Baleset/Anyánk háza
- Richard Burton – A makrancos hölgy
- James Mason – Ébresztő a halottnak

### Legjobb brit női főszereplő
Edith Evans – A suttogók
- Barbara Jefford – Ulysses
- Elizabeth Taylor – A makrancos hölgy

### Legjobb küldöldi férfi főszereplő
Rod Steiger – Forró éjszakában
- Warren Beatty – Bonnie és Clyde
- Sidney Poitier – Forró éjszakában
- Orson Welles – Falstaff

### Legjobb küldöldi női főszereplő
Anouk Aimée – Egy férfi és egy nő
- Bibi Andersson – Nővérem, szerelmem/Persona
- Jane Fonda – Mezítláb a parkban
- Simone Signoret – Ébresztő a halottnak

### Legjobb brit forgatókönyv
Egy ember az örökkévalóságnak – Robert Bolt
- Baleset – Harold Pinter
- Ébresztő a halottnak – Paul Dehn
- Ketten az úton – Frederic Raphael

### Legjobb brit operatőri munka – színesfilm
Egy ember az örökkévalóságnak
- Nagyítás
- Ébresztő a halottnak
- Távol a tébolyult tömegtől

### Legjobb brit operatőri munka – fekete-fehér film
A suttogók
- A kisasszony (Mademoiselle)
- A Gibraltár tengerésze
- Ulysses

### Legjobb jelmez – színesfilm
Egy ember az örökkévalóságnak
- Casino Royale
- Távol a tébolyult tömegtől
- Egy hatpennys fele

### Legjobb jelmez – fekete-fehér film
A kisasszony (Mademoiselle)
- A Gibraltár tengerésze

### Legjobb brit díszlet – színesfilm
Egy ember az örökkévalóságnak
- Baleset
- Nagyítás
- Csak kétszer élsz

### Legjobb animációs film
Notes On A Triangle
- Tidy Why
- Toys

### Legjobb rövidfilm
Indus Waters
- Mafia No!
- Opus
- Rail

### Legjobb speciális film
Energy And Matter
- How The Motor Car Works
- Paint
- Revolutions For All

### Robert Flaherty-díj a legjobb dokumentumfilmnek
Meghalni Madridban
- Famine
- The Things I Cannot Change

### Egyesült Nemzetek-díj az ENSZ Alapokmányának egy vagy több elvét bemutató filmnek
Forró éjszakában
- Máté evangéliuma